# 毛利就方
毛利 就方（もうり なりかた）は、長州藩の一門家老である阿川毛利家の3代当主。

## 生涯
慶長14年（1609年）、長州藩の一門家老を務める阿川毛利家2代当主・毛利元景の次男として生まれる。元和6年（1620年）5月8日、毛利秀就の加冠を受けて元服し、「就」の偏諱を与えられ「就直（後に就宣、就方）」と名乗った。寛永3年（1626年）12月13日、秀就から上野介の官途名を与えられる。
寛永9年（1632年）、元景が死去したため、同年9月5日に家督と知行6000石を相続し、豊浦郡阿川領主となった。
寛永14年（1637年）10月25日に島原の乱が勃発し、翌寛永15年（1638年）2月25日には、江戸から帰国し雨天のため上関に逗留していた秀就から、就方らに島原への出陣が命じられたが、3日後の2月28日に天草四郎が討たれて原城が陥落したため、出陣は取りやめとなった。寛永16年（1639年）2月5日、宮内少輔の官途名を秀就から与えられる。
慶安3年（1650年）、朽木稙綱と兼松正直が御使として、幼少の細川綱利が藩主である熊本藩の国政監察のため熊本へ向かう途中に長州藩へ立ち寄ったため、上関での歓待を堅田就政と共に秀就から命じられた。
万治2年（1659年）、阿川八幡宮の修復を行う。寛文4年（1664年）から寛文8年（1668年）まで当職（国家老・執政）を務め、寛文8年から寛文11年（1671年）まで当役を務めた。また、寛文8年には藩財政の改善のため、干拓事業（高泊開作、王喜開作）による新田開発を行っている。
延宝4年（1676年）8月21日、累年の隠居願いを藩主・毛利綱広に聞き届けられ、家督を長男の就泰に譲った。元禄5年（1692年）7月3日に死去。享年84。